# Microlophus atacamensis
Microlophus atacamensis là một loài thằn lằn trong họ Tropiduridae. Loài này được Donoso-Barros mô tả khoa học đầu tiên năm 1960.